# Susanne Froehlich
Susanne Froehlich, geborene Pilhofer, (* 1980 in Stein) ist eine deutsche Althistorikerin.

## Leben
Susanne Froehlich, eine Tochter des evangelischen Neutestamentlers Peter Pilhofer und Enkelin des Volksschullehrers und Malakologen Wolfgang Fauer, studierte Geschichte, Französisch und Klassische Archäologie an den Universitäten Greifswald, Angers und Freiburg im Breisgau. Nach dem Ersten Staatsexamen war sie zunächst Stipendiatin des Graduiertenkollegs Geschichte und Erzählen der Universität Freiburg, dann der Gerda Henkel Stiftung. 2012 wurde sie an den Universitäten Freiburg und Straßburg promoviert. Anschließend war sie als wissenschaftliche Mitarbeiterin von Karen Piepenbrink an der Professur für Alte Geschichte der Universität Gießen tätig; seit 2017 arbeitete sie als unbefristete Mitarbeiterin am Historischen Institut der Universität Greifswald, seit 2020 als Akademische Rätin. 2021 habilitierte sie sich in Gießen im Fach Alte Geschichte und wurde Privatdozentin. Im akademischen Jahr 2021/22 vertrat sie eine Professur für Alte Geschichte an der Universität Tübingen; seit April 2024 ist sie Professorin für Alte Geschichte an der TU Darmstadt.
Froehlich forscht zur Kulturgeschichte, Mentalitätsgeschichte und Alltagsgeschichte der griechischen und römischen Antike, insbesondere zur griechischen Historiographie, römischen Kaiserzeit und Epigraphik. Einen geographischen Schwerpunkt ihrer Forschungen stellt Kleinasien dar. Sie befasst sich außerdem mit der Wissenschaftsgeschichte im 19. und frühen 20. Jahrhundert. Seit 2023 gehört sie zum Herausgebergremium der Fachzeitschrift Historia.
Froehlich ist verheiratet und hat drei Kinder.

## Schriften (Auswahl)
Monographien
- Romanisierung in Kilikien? Das Zeugnis der Inschriften (= Quellen und Forschungen zur Antiken Welt. Band 46). Herbert Utz Verlag, München 2006, ISBN 3-8316-0538-6 (Digitalisat); 2. erweiterte Auflage 2015, ISBN 978-3-8316-4367-7.
- Handlungsmotive bei Herodot (= Collegium Beatus Rhenanus. Band 4). Franz Steiner Verlag, Stuttgart 2013, ISBN 978-3-515-10411-1 (Dissertation).
- Stadttor und Stadteingang. Zur Alltags- und Kulturgeschichte der Stadt in der römischen Kaiserzeit (= Studien zur Alten Geschichte. Band 31). Vandenhoeck & Ruprecht, Göttingen 2022, ISBN 978-3-949189-18-0 (Habilitationsschrift).
- Reisen im Römischen Reich (= Seminar Geschichte). De Gruyter, Berlin/Boston 2023, ISBN 978-3-11-076358-4.

Herausgeberschaften
- Altertumswissenschaft in Greifswald. Porträts ausgewählter Gelehrter 1856 bis 1946 (= Beiträge zur Geschichte der Universität Greifswald. Band 14). Franz Steiner Verlag, Stuttgart 2021, ISBN 978-3-515-12886-5.